# Rafael Antonio Curra
Rafael Antonio Curra (Ciudad Bolívar, Venezuela, 14 de febrero de 1934; Mar Caribe, costas de Venezuela, 12 de diciembre de 1968) fue un ictiólogo y profesor universitario venezolano. Es considerado uno de los pioneros de los estudios oceanográficos en su país natal.
Fue un destacado académico, administrador y científico.

## Biografía
Rafael Antonio Curra nació el 14 de febrero de 1934 en Ciudad Bolívar, en la Guayana Venezolana. Fue el segundo hijo de una humilde costurera llamada Justina Antonia Curra (su hermana Irma Ramona nació en 1928 pero falleció a temprana edad). Siendo apenas un niño, se mudó a Caracas junto a su madre en búsqueda de mejores oportunidades.
Fue discípulo de distinguidos maestros como Elena Martínez, Alonso Gamero Reyes, Francisco Tamayo and Josefina López Ruiz, y formó parte de una extraordinaria generación de profesionales de las ciencias del mar y otros espacios acuáticos que incluyó a  Fernando Cervigón, José Celestino Flores, Francisco Mago Leccia, Pedro Roa Morales, Rafael Martínez Escarbassiere, Gilberto Rodríguez, Pablo Mandazen Soto (Hermano Ginés), Evelyn Zoppi, entre otros.
Estudió en la Escuela Normal Miguel Antonio Caro, en la parroquia caraqueña de Sucre, en donde obtuvo su certificado de maestro en 1952, lo cual le permitió obtener una posición como director de la Escuela Nocturna de la Cañada de la Iglesia en Caño Amarillo. Completó su licenciatura en Biología y Química en la Instituto Pedagógico de Caracas en donde se graduó con honores, en 1957.
Además de ser ampliamente reconocido por sus muchos logros académicos a temprana edad, Rafael Antonio Curra fue un virtuoso del cuatro venezolano.
Rafael Antonio Curra contrajo nupcias con su colega y compañera de estudios Luisa Antonia Lava Sánchez en 1961. Ella era la segunda hija del criador de fauna salvaje Pio Lava Boccardo, un inmigrante italiano quien dirigió parques zoológicos en Maracaibo y Maracay, y fundó el primer zoológico de Caracas, en 1945. Rafael Antonio Curra y su esposa tuvieron tres hijos: Luisa Alejandra (nacida en Edimburgo in 1962), Rafael Andrés (nacido en Caracas en 1963) y Miguel Antonio (nacido en Caracas en 1965).
Su esposa falleció en el Hospital Militar de Caracas in 1966, como resultado de un padecimiento renal agudo.

## Estudios avanzados

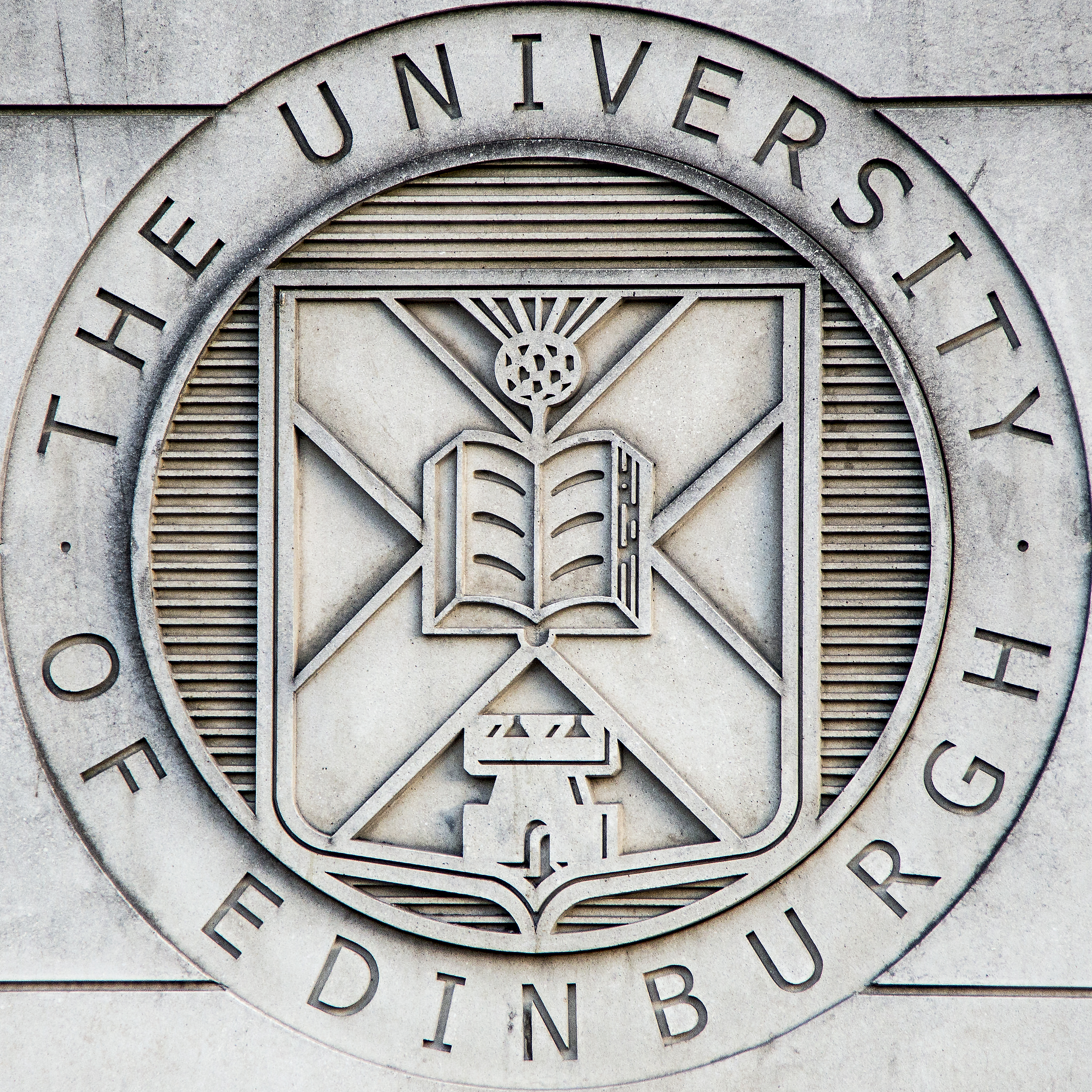
Escudo de la Universidad de Edimburgo.

Luego que la Asociación Venezolana para el Avance de la Ciencia (AsoVAC) fuera fundada en 1950 bajo la dirección del distinguido médico y académico Francisco De Venanzi, trascendió la necesidad de crear un centro de investigación oceanográfica en Venezuela. Un ambicioso programa de capacitación de recursos humanos emprendido por el Gobierno venezolano le permitió acceder a una beca de estudios para asistir a la Universidad de Michigan en Ann Arbor en 1958, and luego a la Universidad de California, Los Ángeles donde recibió el grado de Maestría en Biología Marina en 1960.
En 1961, con el apoyo del doctor Luis Manuel Peñalver, rector fundador de la Universidad de Oriente, inicia estudios de ictiología en la Universidad de Edimburgo, en Escocia, donde obtiene el grado de doctorado in 1963 por la tesis doctoral titulada "Ionic regulation in Austropotamobius pallipes (Lereboullet): Studies on the morphology, histochemistry and electrical properties of isolated gills" que presentó los resultados de su investigación en el cangrejo de río europeo (Austropotamobius pallipes), una especie endémica de las islas británicas que se encuentra en peligro de extinción.

## Instituto Oceanográfico de Venezuela

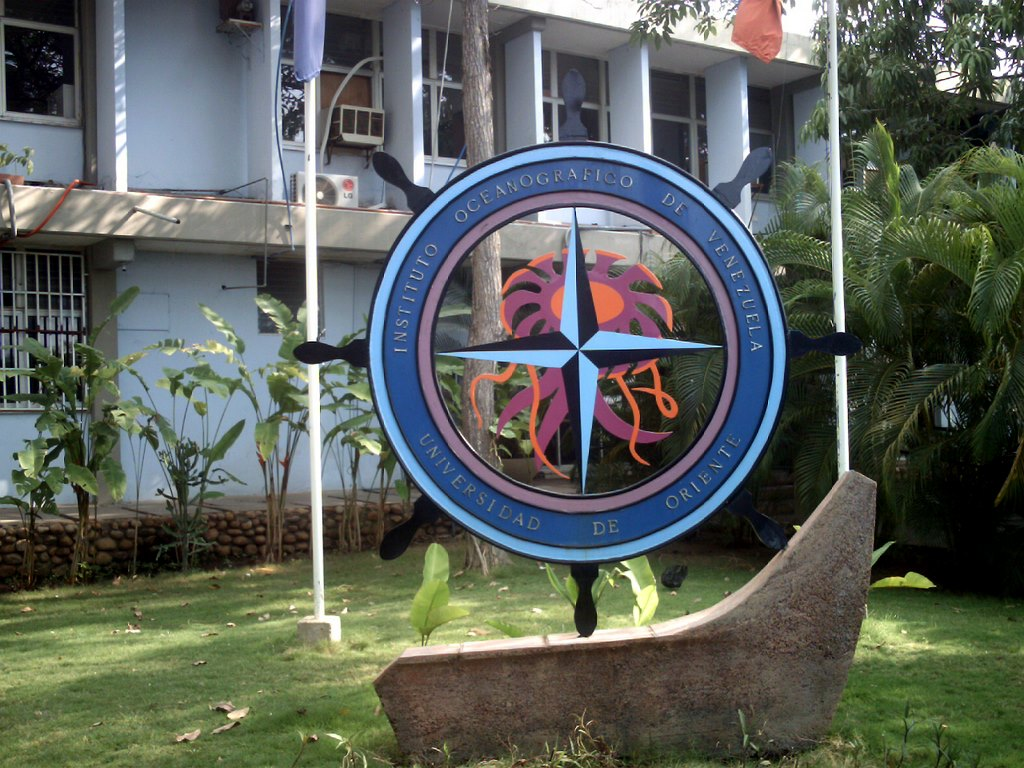
El Instituto Oceanográfico de Venezuela en Cumana.

El Instituto Oceanográfico de Venezuela fue creado como un departamento adjunto de la Universidad de Oriente por Orden Ejecutiva Presidencial 459 firmada por el presidente interino Edgar Sanabria el 21 de noviembre de 1958. El instituto inició sus actividades en las instalaciones del Laboratorio de Biología Marina del Ministerio de Agricultura y Cría en Caigüire, Sucre, y se trasladó a su sede definitiva en el núcleo de la Universidad de Oriente en la ciudad de Cumaná, en1963. Rafael Antonio Curra fue parte del personal inicial de investigadores del instituto.
A mediados de 1963 fue nombrado Jefe del Departamento de Biología Marina del Instituto Oceanográfico de Venezuela donde desarrolló una labor de gran creatividad organizando seminarios, expediciones, cursos y talleres, y estimulando las publicaciones y asistencia a conferencias nacionales e internacionales. Fue editor de Lagena - la revista de divulgación científica del instituto - desde su creación en 1963.
En 1967 fue nombrado Director del Instituto Oceanográfico de Venezuela desde donde promovió las relaciones con las principales universidades del mundo lo cual permitió la llegada de investigadores extranjeros para fortalecer el profesorado con vista a la impartición de estudios de posgrado en ciencias marinas.
Su destacado role al frente del Instituto Oceanográfico de Venezuela, creciente prestigio nacional e internacional, y el gran respeto y admiración entre sus colegas y otros colaboradores lo colocaron como potencial candidato a ocupar finalmente las posiciones de Decano y Rector de la universidad.

## Comisión Oceanográfica Intergubernamental
La Comisión Oceanográfica Intergubernamental, IOC/UNESCO, es una organización fundada por la UNESCO en 1961 cuya principal función es la promoción y coordinación de los estudios oceanográficos alrededor del mundo. En 1968, las investigaciones cooperativas del Mar Caribe y regiones adyacentes iniciaron con la participación de 18 países con interés en el área a través del trabajo en oceanografía física, química, geológica y biológica, e investigación pesquera.
En cumplimiento con la Resolución V-5 de IOC/UNESCO Resolution V-5, y mediante nombramiento del Presidente Raúl Leoni, la primera representación venezolana del International Coordination Group for Cooperative Investigations in the Caribbean Sea and Adjacent Regions (CICAR) fue designada en 1968.
Rafael Antonio Curra, como director del Instituto Oceanográfico de Venezuela, fue nombrado como Coordinador Nacional. El grupo estaba formado por los destacados subcoordinadores: Fernando Cervigón de la estación de investigaciones marinas de la Fundación La Salle de Ciencias Naturales; Gilberto Rodríguez del Instituto Venezolano de Investigaciones Científicas; Francisco Mago Leccia del Instituto de Zoología Tropical de la Universidad Central de Venezuela; Captain Ramiro Pérez Luciani del Departamento de Hidrología y Navegación de la Armada Venezolana; and José Heredia Osio de la Oficina de Pesca del Ministerio de Agricultura y Cría.

## Muerte

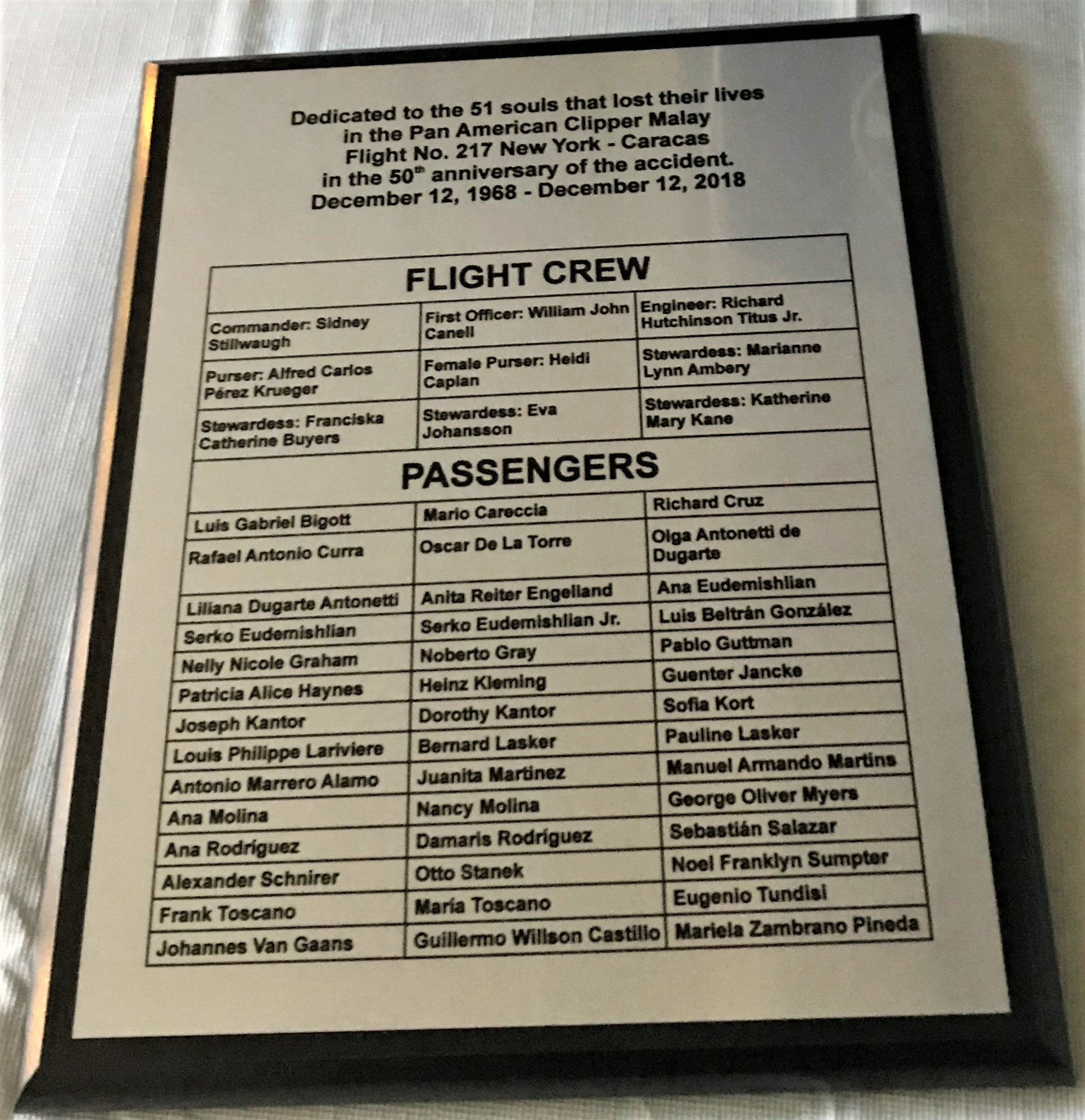
Placa conmemorativa del 50° aniversario de la tragedia del Vuelo 217 de Pan Am.

El jueves 12 de diciembre de 1968, el Vuelo 217 de Pan Am que cubría la ruta Nueva York a Caracas se estrelló en el Mar Caribe a las 10:02 de la noche durante su aproximación al Aeropuerto Internacional de Maiquetía, causando la muerte de todos sus ocupantes. El Boeing 707-321B con matrícula N494-PA y bautizado como "Clipper Malay" transportaba a 42 pasajeros y una tripulación de nueve miembros.
La causa del siniestro fue determinada como un error del piloto, como resultado de una ilusión óptica creada por las luces de la ciudad en las faldas de las montañas. Esto causó que el aparato se estrellara en el mar y explotara el impactar, matando a todos a bordo.[cita requerida]
Rafael Antonio Curra retornaba a su país después de establecer acuerdos académicos con representantes de la  Universidad de Rhode Island a nombre de la Universidad de Oriente.
El 12 de diciembre de 2018, familiares y amigos de las víctimas del Vuelo 217 de Pan Am se reunieron en 301 West 57th Street en Midtown Manhattan para conmemorar el 50° aniversario de la tragedia, y depositaron 51 flores en las aguas del Río Hudson en memoria de las víctimas. Una placa conmemorativa con los nombres de los pasajeros y miembros de la tripulación fue entregada a la administración del Aeropuerto Internacional John F. Kennedy, antigua base de Pan Am y de donde se originó el malogrado vuelo.

## Tributos y distinciones

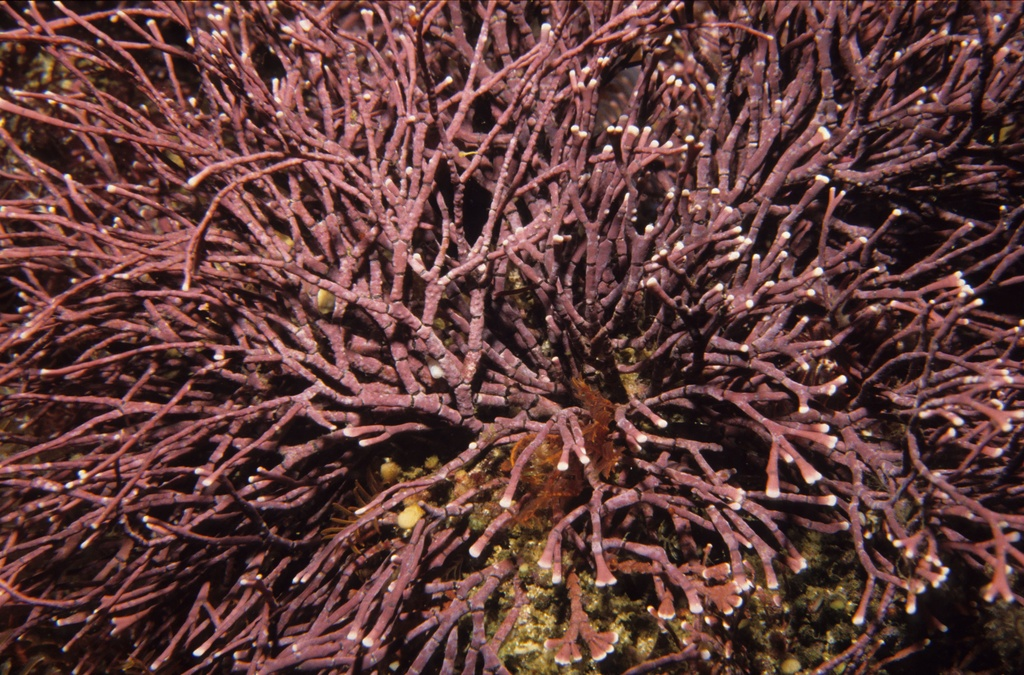
Amphiroa sp.

Al confirmarse el fallecimiento de Rafael Antonio Curra, el Consejo Universitario de la Universidad de Oriente decretó tres días de duelo y ordenó que la bandera de la universidad ondeara a media asta en todos sus núcleos.
Como homenaje póstumo, la biblioteca del Instituto Oceanográfico de Venezuela, ubicada en el núcleo de la Universidad de Oriente en Cumana, lleva su nombre.
El prominente filólogo hindú E. Kandaswamy Ganesan describió y dedicó un tipo de alga béntica nativa de la costa venezolana como Amphiroa currae Ganesan (1971) en tributo póstumo.
Su vida y trabajo es reseñado en el libro "Lost lives of the Clipper Malay" de la geneáloga Lizzie Lee, el cual fue publicado en 2020.

## Publicationes
- Curra, R. A. (1961). "Notas sistemáticas sobre Urumara rondoni Miranda Ribeiro 1920 (Pisces: Gymnotoidei  – Rhamphichthyidae)". Bol. Inst. Oceanogr. Universidad de Oriente, Cumaná, Venezuela: 1(2), pp. 474–482.
- Curra, R. A. (1963). Ionic regulation in Austropotamobius Pallipes (Lereboullet) : studies on the morphology, histochemistry and electrical properties of the isolated gills (Tesis). hdl:1842/13526.
- Curra, R. A. (February 1964). «A Case of Negative Allometry in Austropotamobius Gill Growth». Nature 201 (4921): 842-843. Bibcode:1964Natur.201..842C. S2CID 4181155. doi:10.1038/201842b0.
- Curra, R. A. (1964). "A brief note on the genus Rhamphichthys Mueller and Troschel 1846 (Gymnotoidei: Rhamphichthyidae)". Bol. Inst. Oceanogr., Universidad de Oriente, Cumaná, Venezuela: 3 (1/2), pp. 136–138.
- Curra, R. A. (1964). "Notes on the genera Apteronotus (Lacépéde, 1800), and Sternopygus (Mueller and Troschel, 1846) with a discussion on the zoological categories Apteronotoidea (nom. transI.), Apteronotidae Berg 1940, and Apteronotinae Berg 1940 nom. transl.)". Bol. Inst. Oceanogr., Universidad de Oriente, Cumaná, Venezuela: 3.
- Croghan, P. C.; Curra, R. A.; Lockwood, A. P. M. (1 de junio de 1965). «The Electrical Potential Difference Across the Epithelium of Isolated Gills of the Crayfish Austropotamobius Pallipes (Lereboullet)». Journal of Experimental Biology 42 (3): 463-474. PMID 5856538. doi:10.1242/jeb.42.3.463.
- Curra, R. A., Holt, D. E., & Bleiberg, R. (1965). "Experimental marine aquarium for the Instituto Oceanografico, Universidad de Oriente, Cumana, Venezuela". AMLC Proceedings. Recuperado de http://www.amlc-carib.org/meetings/procs/1965AMLC_Proceedings.pdf
- Curra, R. A. (1965). "Notes on the morphology of the branchiae of the crayfish Austropotamobius pallipes (Lereboullet)". Zool. Anz.: 174, pp. 313–323.
- Curra, Rafael Antonio (1965). «An Instrument for the Measurement of Angles in Ichthyology». Copeia 1965 (2): 230-232. JSTOR 1440729. doi:10.2307/1440729.
- Curra, R. A., Fukuoka, J., & Okuda, T. (1967). "La oceanografía física y química en Venezuela". LAGENA. Universidad de Oriente, Cumaná, Venezuela: 15/16, pp. 51–74.
- Curra, R. A. (1967). «A Key to Genera, Species and Subspecies of Astacinae (Nephropsidea: Astacidae)». Internationale Revue der gesamten Hydrobiologie und Hydrographie 52 (5): 793-800. doi:10.1002/iroh.19670520508.
- Curra, R. A. (1968). "Contribución sobre los recursos pesqueros de las Lagunas de Unare y Píritu". LAGENA. Universidad de Oriente, Cumaná, Venezuela: pp. 17–18.